# فهرست فرودگاه‌های باربادوس

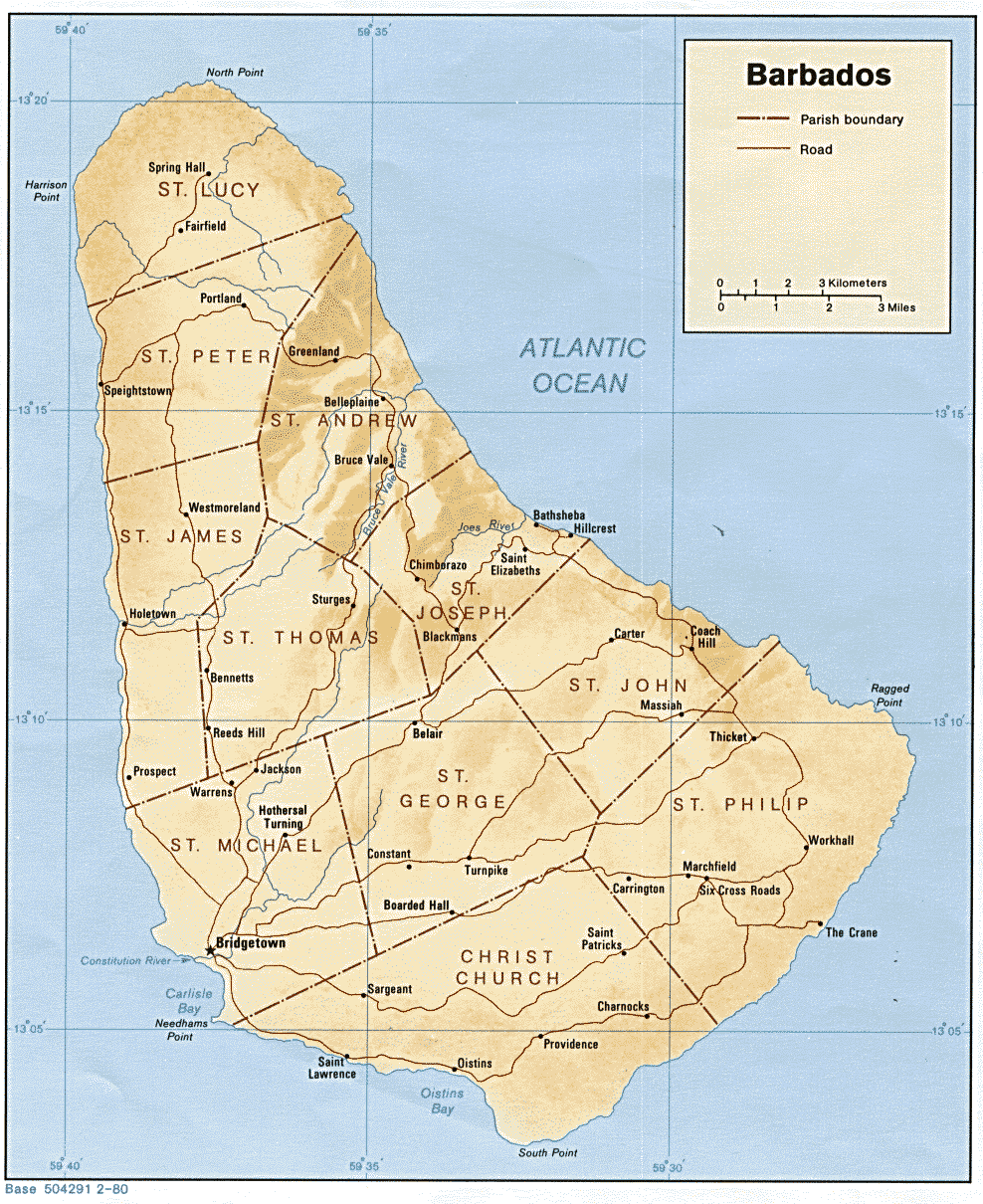
نقشهٔ باربادوس

این مقاله شامل فهرست فرودگاه‌های باربادوس است.

## فرودگاه‌ها
| شهر        | Parish        | ایکائو | یاتا | نام فرودگاه                    | مختصات                                                         | وضعیت        |
| ---------- | ------------- | ------ | ---- | ------------------------------ | -------------------------------------------------------------- | ------------ |
| بریج‌تاون   | Christ Church | TBPB   | BGI  | فرودگاه بین‌المللی گرانتلی ادمز | ۱۳°۰۴′۲۹″ شمالی ۰۵۹°۲۹′۳۳″ غربی / ۱۳٫۰۷۴۷۲°شمالی ۵۹٫۴۹۲۵۰°غربی | قابل استفاده |
| Bridgetown | Saint Michael | TBPO   |      | بالگردگاه بریج‌تاون             | ۱۳°۰۵′۴۵″ شمالی ۰۵۹°۳۷′۰۷″ غربی / ۱۳٫۰۹۵۸۳°شمالی ۵۹٫۶۱۸۶۱°غربی | تعطیل‌شده     |